# Wer Tingkem
Wer Tingkem is een bestuurslaag in het regentschap Bener Meriah van de provincie Atjeh, Indonesië. Wer Tingkem telt 131 inwoners (volkstelling 2010).